# Lolita Lagrosas
Lolita Lagrosas (Naawan, 24 augustus 1938) is een atleet uit Filipijnen.
Op de Olympische Zomerspelen van Tokio in 1964 nam Lagrosas deel aan de onderdelen hoogspringen en verspringen.
Vier jaar later, op de Olympische Zomerspelen van Mexico in 1968 nam ze deel aan de onderdelen vijfkamp en hoogspringen, hoewel ze op het onderdeel hoogspringen uiteindelijk niet in actie kwam.
In 1958 en 1966 behaalde Lagrosas een zilveren medaille op de Aziatische Spelen op het onderdeel hoogspringen.